# كينجي أراي
كينجي أراي (باليابانية: 新井健二) مواليد 19 مايو 1978 في اليابان، هو لاعب كرة قدم ياباني. يلعب كمدافع.

## المسيرة الاحترافية

### أندية لعب لها
- آلبيركس نيغاتا
- نادي واريورز
- سبورتنغ كلوب دي غوا
- نادي هوم يونايتد

## روابط خارجية
- كينجي أراي على موقع رابطة كرة القدم اليابانية للمحترفين (اليابانية)
- كينجي أراي على موقع قاعدة بيانات كرة القدم.إي يو (الإنجليزية)
- كينجي أراي على موقع Soccerway.com (الإنجليزية)
- كينجي أراي على موقع عالم كرة القدم.نت (الإنجليزية)